# Virgin Australia
Virgin Australia (раніше відома, як Virgin Blue) — австралійська бюджетна авіакомпанія, друга в країні за обсягом перевезень. Вона також є найбільшою за розмірами флоту авіакомпанією, що використовує бренд Virgin. Компанія була заснована англійським бізнесменом Річардом Бренсоном, управляється Virgin Group і базується в Брисбені, Австралія.

## Історія
Перший літак Virgin Blue піднявся в небо 31 серпня 2000 року. На той момент компанія володіла чотирма літаками Boeing 737-400, взятими в лізинг у сестринської авіакомпанії Virgin Express, які виконували сім рейсів в день між Брисбеном і Сіднеєм. Згодом маршрутна мережа авіакомпанії розширилась і охопила всі великі міста Австралії та туристичні напрямки.
Час виходу Virgin Blue на австралійський ринок виявилося досить вдалим, оскільки авіакомпанія змогла заповнити вакуум, що утворився в авіаперевезеннях після банкрутства авіакомпанії Ansett у вересні 2001 року. Банкрутство Ansett дозволило Virgin Blue швидко перетворитися на другого за обсягами внутрішніх перевезень повітряного оператора, без необхідності конкурувати з великими гравцями ринку за цінами на авіаквитки. Крім того, ситуація дозволила авіакомпанії отримати доступ до необхідних площ терміналів, без чого можливості зростання були б сильно обмежені. Тим не менш, затримки в переговорах по використанню колишнього терміналу Ansett в аеропорту Сіднея змусили Virgin Blue користуватися своїм початковим терміналом довше, ніж слід було.

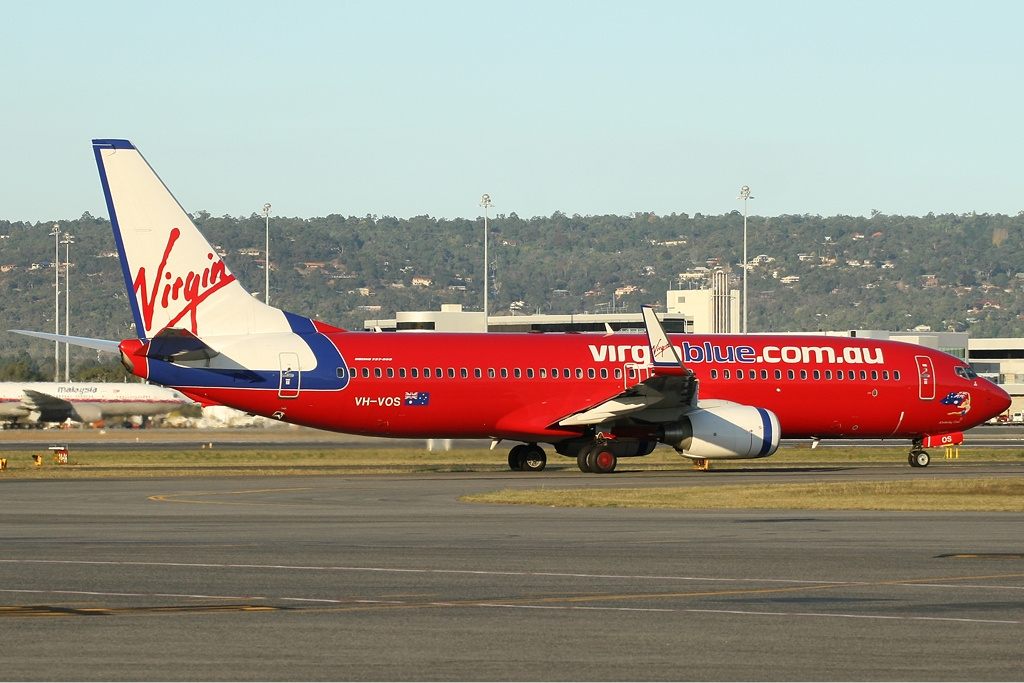
Virgin Blue Boeing 737-800

По мірі зростання авіакомпанія здобувала нові літаки, що дозволило їй відмовитися від старих Boeing 737-400, взятих у лізинг, замінивши їх на Boeing 737NG (700-й і 800-ї серії) з сучасним склом кабіни, новою авіонікою і підвищеною паливною ефективністю. Це в свою чергу призвело до різкого зростання обсягів авіаперевезень, що здійснюються Virgin Blue.

## Власники
Частка холдингу Virgin Group в авіакомпанії поступово зменшувалася. Спочатку це сталося в результаті продажу половини акцій австралійському транспортного конгломерату Patrick Corporation, а потім в результаті виходу Virgin Blue на фондову біржу. На початку 2005 року Patrick зробив спробу недружнього поглинання авіаперевізника, напрямом розвитку якого компанія була незадоволена протягом деякого часу. В результаті серії угод частка Patrick в акціонерному капіталі компанії досягла 62 %, що дало їм контроль над її діяльністю. Virgin Group зберегла частку в 25 %.
У травні 2006 року Toll Holdings придбав Patrick і став основним акціонером Virgin Blue. У липні 2008 року Toll повністю продав свою частку в авіакомпанії і зараз володіє лише 1,7 % компанії.

## Діяльність авіакомпанії

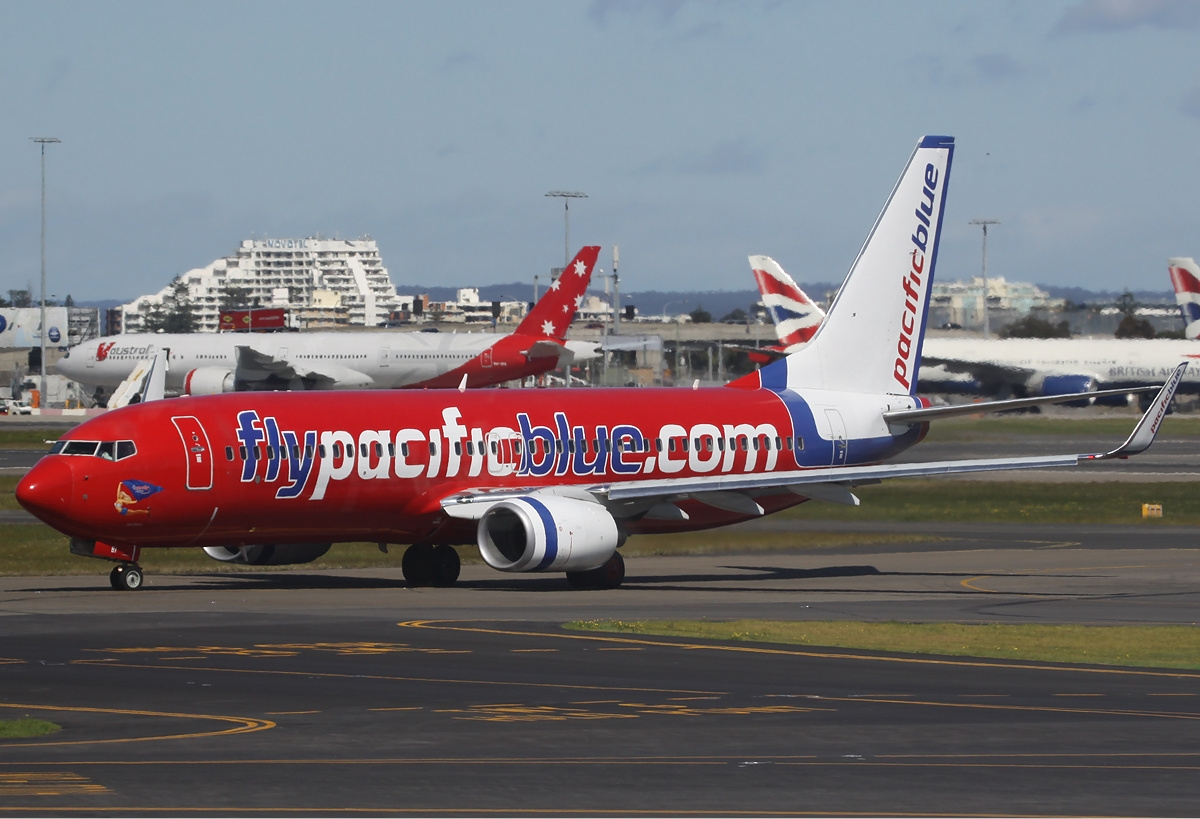
Деякі літаки Boeing 737-800, що належать Virgin Blue носять ліврею Pacific Blue

Virgin Blue використовує широко відому бізнес-модель, впроваджену Southwest Airlines і Ryanair, дозволяє знизити собівартість авіаперевезення за рахунок безкоштовного бортового харчування і використання паперових квитків, замість яких були введені продаж напоїв та їжі в літаку і система бронювання по телефону і через інтернет. На початку своєї діяльності авіакомпанія також домагалася значної економії за рахунок використання повітряних суден одного типу, Boeing 737.
Згодом ця стратегія змінилася, і тепер Virgin Blue використовує літаки двох типів. Авіакомпанія замовила 20 літаків Embraer, шість ERJ-170s і 14 ERJ-190s з наміром придбати ще принаймні двадцять літаків цього типу. Замовлення на ці повітряні судна були розміщені спеціально для того, щоб авіакомпанія могла відновити перевезення за маршрутом Сідней-Канберра, з якого авіакомпанія була змушена піти у 2004 році, а також почати польоти на маршрутах з низьким пасажиропотоком.
Перший літак ERJ-170 прибув до Австралії у вересні 2007 року, до кінця року були доставлені всі три літаки з початкового замовлення. Вони були поставлені на напрями з пониженою частотою, після чого були введені в повноцінну комерційну експлуатацію. 4 лютого 2008 авіакомпанія знову почала виконувати польоти в Канберру, Маккай в Квінсленді, а також в регіональні центри Нового Південного Уельсу Порт-Маккуорі та Олбері. Була проведена рекламна кампанія, в рамках якої вартість перельоту в Порт-Маккуорі і Олбері дорівнювала одному центу. Польоти в Канберру і регіональні центри говорять про прагнення компанії конкурувати з Qantas і його дочірньої авіакомпанією QantasLink, яка також виконує польоти у ці міста. Крім того, незалежний регіональний перевізник Regional Express Airlines, який виконує польоти в Олбері, також є конкурентом Virgin Blue.
У вересні 2003 року, Virgin Blue оголосила, що її стовідсоткова дочірня компанія Pacific Blue починає виконувати перельоти за тією ж схемою між Новою Зеландією та Австралією. Pacific Blue позиціонує себе як лоу-кост-конкурент Air New Zealand і Qantas на цьому напрямку. Air New Zealand також мала лоу-кост підрозділ, яке виконувало польоти під брендом Freedom Air (згорнуло діяльність в березні 2008 року) а Qantas направив на деякі маршрути в Нову Зеландію свою дочірню компанію Jetstar Airways.
І Qantas (а також його підрозділ в Новій Зеландії Jetconnect, що виконує польоти під його прапором) і Air New Zealand продовжують літати по цим напрямкам. У серпні 2007 року, Virgin Blue оголосила про намір розпочати внутрішні перельоти в Новій Зеландії під прапором Pacific Blue. Польоти між Оклендом і Велінґтоном, а також з Крайстчерч в Веллінгтон і Окленд почалися 12 листопада 2007 року.

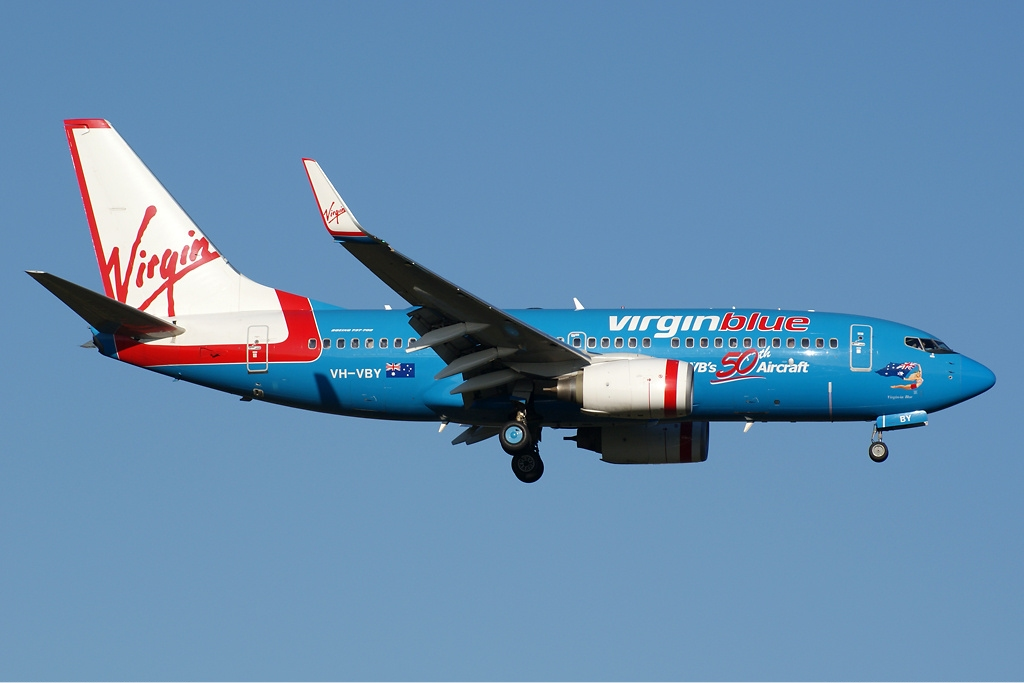
50-ї Boeing 737 'Virginia Blue' є єдиним літаком Virgin Blue, власне синьою лівреї

У відповідь на зусилля конкуренцію Qantas створив власну лоу-кост дочірню компанію Jetstar Airways, в 2004 році. У травні 2005 Jetstar оголосив про початок польотів в Крайстчерч, а з 2006 року додав багато інших міжнародних напрямків.

## Альянси і співробітництво
З початку діяльності в 2000 році, Virgin Blue не укладала ніяких інтерлайн-угод або маркетингових альянсів з іншими перевізниками. Перше виключення з цього правила було зроблено після банкрутства головного конкурента Virgin Blue на внутрішньому ринку, авіакомпанії Ansett, після якого Virgin Blue уклала код-шерінгову угоду з United Airlines. В рамках цього договору пасажири United могли користуватися маршрутами Virgin Blue для перельоту в пункти призначення, які не літала американська авіакомпанія.
У 2006 році, намагаючись посилити конкуренцію з Qantas, Virgin Blue почала звертати увагу на можливості угод з іншими перевізниками. Були укладені домовленості про взаємне визнання програм для часто літаючих пасажирів з Emirates Airline, Hawaiian Airlines і Malaysia Airlines. Крім того Virgin Blue уклала інтерлайн-угода з австралійської регіональної авіакомпанією Regional Express Airlines.
У листопаді 2007 року перевізник оголосив про укладення інтерлайн-угоди з Garuda Indonesia, в рамках якого спрощувався трансфер з внутрішніх рейсів Virgin Blue на міжнародні маршрути Garuda в Перті, Мельбурні, Сіднеї і Дарвіні.
Нещодавно Virgin Blue оголосила про подібний угоді з Vietnam Airlines, що дозволяє пасажирам з Мельбурну і Сіднея виконувати переліт в Хошимін, а потім пересідати будь-який внутрішній або міжнародний рейс Vietnam Airlines.
У 2008 році перевізник ввів на всіх своїх рейсах Преміальний економклас, розташований в передній частині салоні. Він відрізняється можливістю складати середнє крісло, перетворюючи його на столик, а також збільшеним кроком крісел. Також пасажири преміального економ проходять реєстрацію поза чергою, можуть провозити більше багажу, мають доступ у зал для часто літаючих пасажирів і безкоштовно отримують харчування в польоті. Таким чином авіакомпанія намагається залучити більше бізнес-пасажирів.
З вересня 2008 року перевізник почав стягувати плату за багаж в економ-класі.

## Назва
Назва Virgin Blue було обрано в результаті громадського конкурсу; воно обігрує яскраво-червону ліврею і традицію, яка закріпилася в австралійському сленгу, називати рудого («червоного») чоловіка 'Blue' або 'Bluey'.

## Флот
Станом на лютий 2009 року флот Virgin Blue складався з таких повітряних суден:

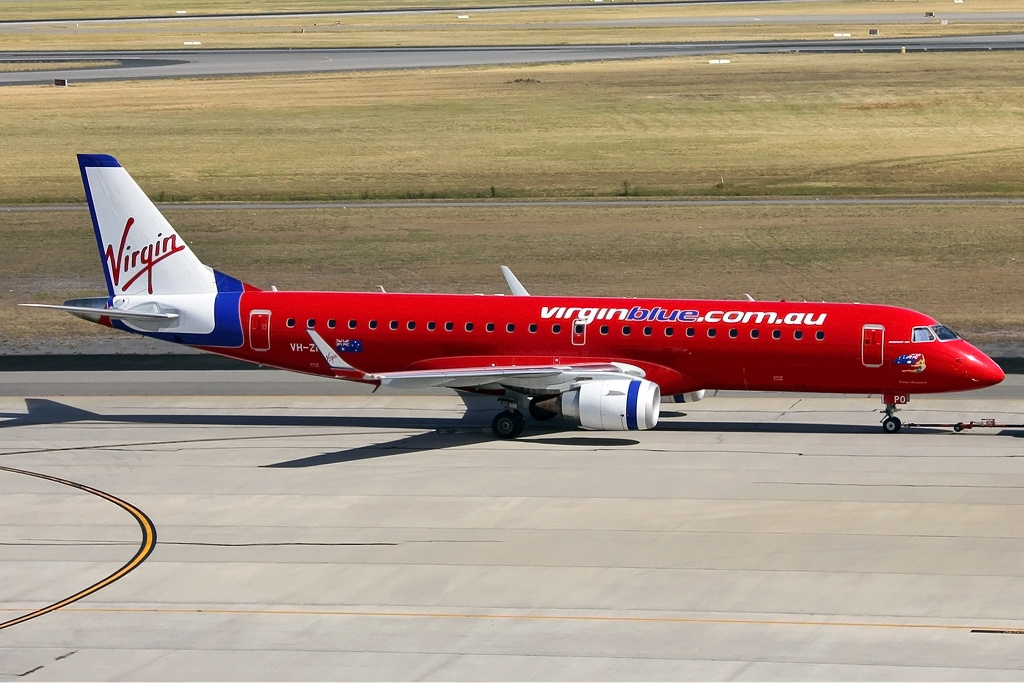
'Portia Macquarie', третій ERJ-190 в аеропорту Перт

Спочатку Virgin Blue брала повітряні судна в лізинг, проте останнім часом багато літаки були придбані безпосередньо самою авіакомпанією. У червні 2006 року Virgin Blue розмістила замовлення на дев'ять літаків Boeing 737-800, використовуючи раніше придбані опціони.
У листопаді 2006 року, Virgin Blue оголосила про намір придбати 11 літаків Embraer ERJ-190 та три Embraer ERJ-170 з опціоном ще на шість повітряних суден цього виробника, пізніше переведених в замовлення на три ERJ-170 і три ERJ-190. Пізніше, опціони були використані, і в лютому 2008 року авіакомпанія придбала ще чотири ERJ-190. Virgin Blue також має шість опціонів і права на покупку ще десяти літаків Embraer.
Virgin Blue отримала перший літак Embraer 170 на початку вересня 2007 року на спеціальній церемонії, проведеної на заводі Embraer в Сан Хосе дос Кампос. Літаки цього типу використовують змінений логотип авіакомпанії, повністю відповідний логотипи інших компаній групи Virgin.

## Маршрутна мережа

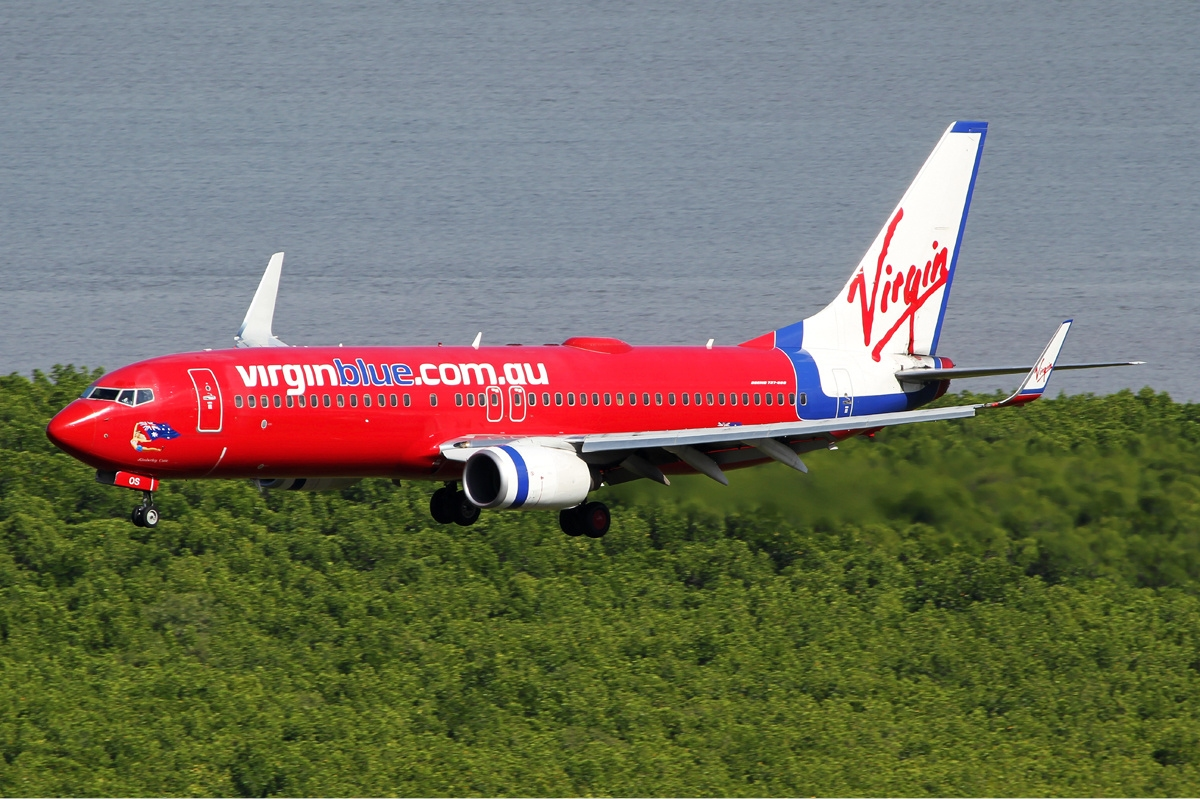
Посадка Boeing 737-800 Virgin Blue в аеропорту міста кернс

Станом на квітень 2009 року, Virgin Blue виконує регулярні рейси за такими напрямами:
Австралія
- Територія федеральної столиці
  - Канберра — Аеропорт Канберри
- Новий Південний Уельс
  - Олбері/Водонга — Аеропорт Олбері
  - Баліна — Аеропорт Балины
  - Кофс-Гарбор — Аеропорт Кофс-Гарбор
  - Ньюкасл — Аеропорт Ньюкасла
  - Порт-Маккуорі — Аеропорт Порт-Маккуорі
  - Сідней — Аеропорт Кінгсфорд Сміт
- Північна територія
  - Дарвін — Аеропорт Дарвіна

- Квінсленд
  - Брисбен — Аеропорт Брисбена — Хаб авіакомпанії
  - Кернс — Аеропорт Кернса
  - Голд-Кост — Аеропорт Голд-Кост
  - Острів Гамільтон — Аеропорт Великого Бар'єрного Рифу
  - Херві-Бей — Аеропорт Херві-Бей
  - Маккай — Аеропорт Маккай
  - Rokgempton — Аеропорт Рокгемптона
  - Саншайн-Кост — Аеропорт Саншайн-Кост
  - Таунсвілл — Аеропорт Таунсвілл
  - Уїтсандей-Кост (Прозерпіна) — Аеропорт Прозерпіни
  - Фрейзер-Кост — Аеропорт Фрейзер-Кост
- Південна Австралія
  - Аделаїда — Аеропорт Аделаїди
- Тасманія
  - Хобарт — Аеропорт Хобарта
  - Лонсестон — Аеропорт Лонсестон
- Вікторія
  - Мельбурн — Аеропорт Талламарін
  - Мілд'юра — Аеропорт Мілд'юри
- Західна Австралія
  - Брум — Аеропорт Брума
  - Каррата — Аеропорт Каррати
  - Ньюмен — Аеропорт Ньюмена
  - Перт — Аеропорт Перта
  - Калгурлі — Аеропорт Калгурлі

Нова Зеландія
- - Окленд
  - Крайстчерч
  - Данідін
  - Веллінгтон

- Самоа
  - Апіа
- Соломонові Острови
  - Хоніара
- Фіджі
  - Наді
- Тонга
  - Нукуалофа
- Вануату
  - Порт-Віла
- Острови Кука
  - Раротонга

Папуа-Нова Гвінея
- - Порт-Морсбі

Індонезія
- - Денпасар

## Скасовані напрямки
- Аліс-Спрингс[15]
- Маунт-Айса